# Leucomphalos capparideus
Leucomphalos capparideus är en ärtväxtart som beskrevs av Jules Émile Planchon. Leucomphalos capparideus ingår i släktet Leucomphalos och familjen ärtväxter. Inga underarter finns listade i Catalogue of Life.